# Ogodscha
Ogodscha (russisch Огоджа) ist ein Dorf (selo) in der Oblast Amur (Russland) mit 207 Einwohnern (Stand 1. Oktober 2021).

## Geographie
Der Ort liegt knapp 450 km Luftlinie nordöstlich des Oblastverwaltungszentrums Blagoweschtschensk im Mittelgebirgsland, das sich zwischen dem Selemdschagebirge im Norden und den nordwestlichen Ausläufern (Esop-Kamm) des Burejagebirges im Osten erstreckt. Er liegt am rechten Ufer des gleichnamigen Flusses Ogodscha, der etwa 16 km nordwestlich in die Selemdscha mündet.
Ogodscha gehört zum Rajon Selemdschinski und ist von dessen Verwaltungssitz Ekimtschan gut 40 km in südwestlicher Richtung entfernt. Es ist die einzige Ortschaft der Stadtgemeinde (gorodskoje posselenije) Possjolok Ogodscha.

## Geschichte
Der Ort wurde 1896 als ewenkisches Winterlager gegründet. Sein Name bedeutet in der ewenkischen Sprache etwa sonniges Tal. In den 1950er-Jahren wurde dort mit dem Kohleabbau zur Versorgung der in dem Gebiet liegenden Goldbergbaustandorte begonnen und 1955 ein kleines Kraftwerk errichtet. Von 1958 bis 2012 besaß Ogodscha den Status einer Siedlung städtischen Typs.
In den 1990er-Jahren wurde das Kraftwerk außer Betrieb genommen, und der Kohlebergbau kam 2006 faktisch endgültig zum Erliegen. Der wirtschaftliche Niedergang geht mit einem andauernden Bevölkerungsschwund einher.

### Bevölkerungsentwicklung
| Jahr | Einwohner |
| ---- | --------- |
| 1959 | 962       |
| 1970 | 1055      |
| 1979 | 889       |
| 1989 | 835       |
| 2002 | 484       |
| 2010 | 395       |
| 2021 | 207       |

Anmerkung: Volkszählungsdaten

## Verkehr
Ogodscha ist über eine in nordöstlicher Richtung in das 25 km entfernt am rechten Ufer der Selemdscha gelegene Dorf Koboldo führende unbefestigte Trasse an das Straßennetz angeschlossen. Nördlich von Koboldo verläuft die Straße Swobodny – Fewralsk (an der Baikal-Amur-Magistrale) – Ekimtschan (dort befindet sich ein kleiner Regionalflughafen), die den äußersten Osten der Oblast erschließt. 